# Баранець неотропічний
Баранець неотропічний (Gallinago paraguaiae) — вид сивкоподібних птахів родини баранцевих (Scolopacidae).

## Поширення
Вид поширений в Південній Америці. Населяє вологу трав'янисту савану.

## Опис
Птах завдовжки від 26 до 30 см (10-12 дюймів). Самці важать приблизно від 105 до 140 г, самиці — від 115 до 185 г. Самки трохи більші за самців, але в іншому однакові. У них короткі зеленувато-сірі ноги і дуже довгий прямий темний дзьоб. Верхня частина має складний візерунок з білуватого, вохристого, рудого та чорного кольорів на коричневому тлі. Груди та боки жовтуваті з чорними плямами, а решта нижньої частини тіла білувата. На їх обличчі є рудуваті та темніші коричневі смуги, які зливаються одна з одною.